# Łagiewniki (Krakau)

Stadtbezirk IX Łagiewniki-Borek Fałęcki

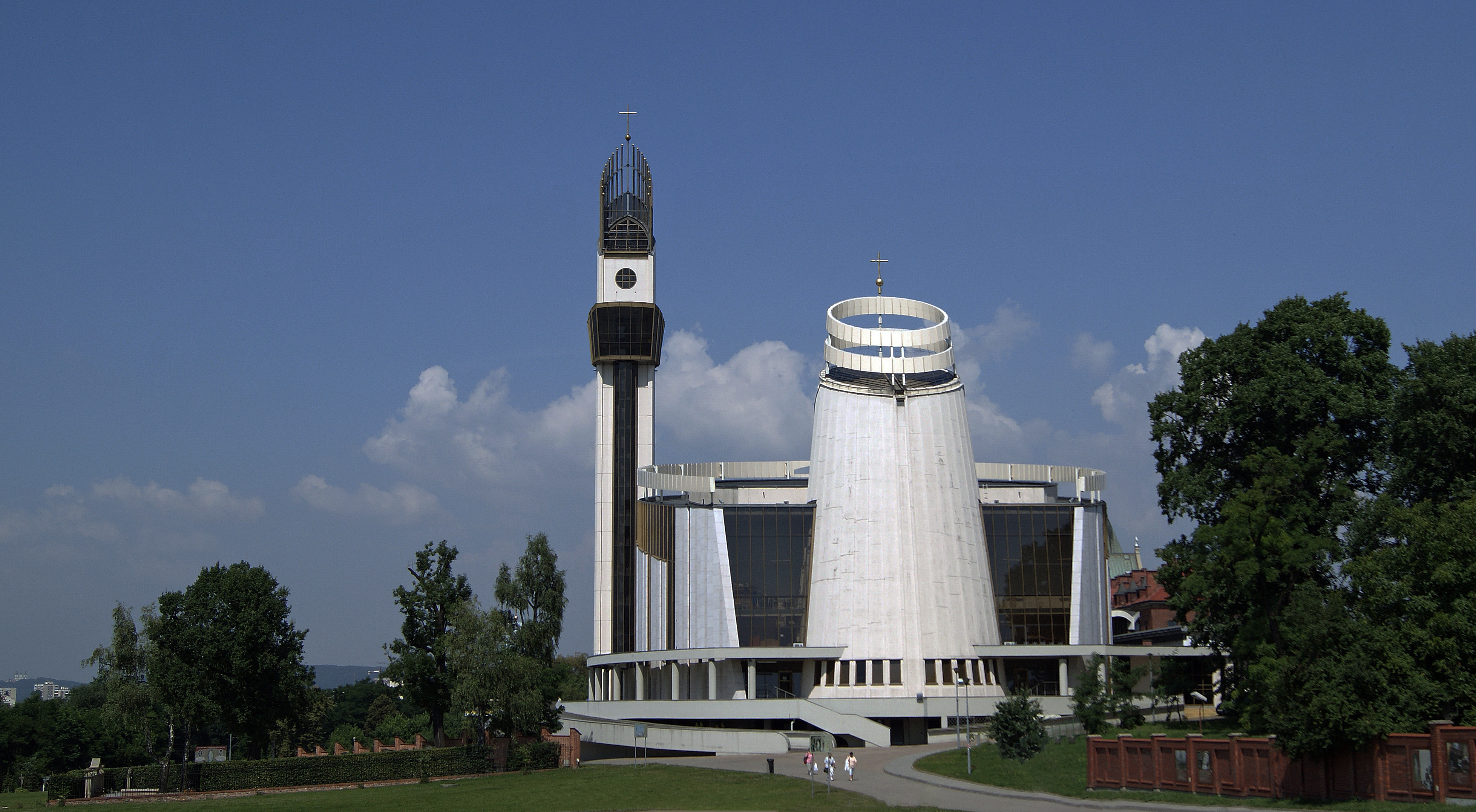
Sanktuarium der Barmherzigkeit Gottes

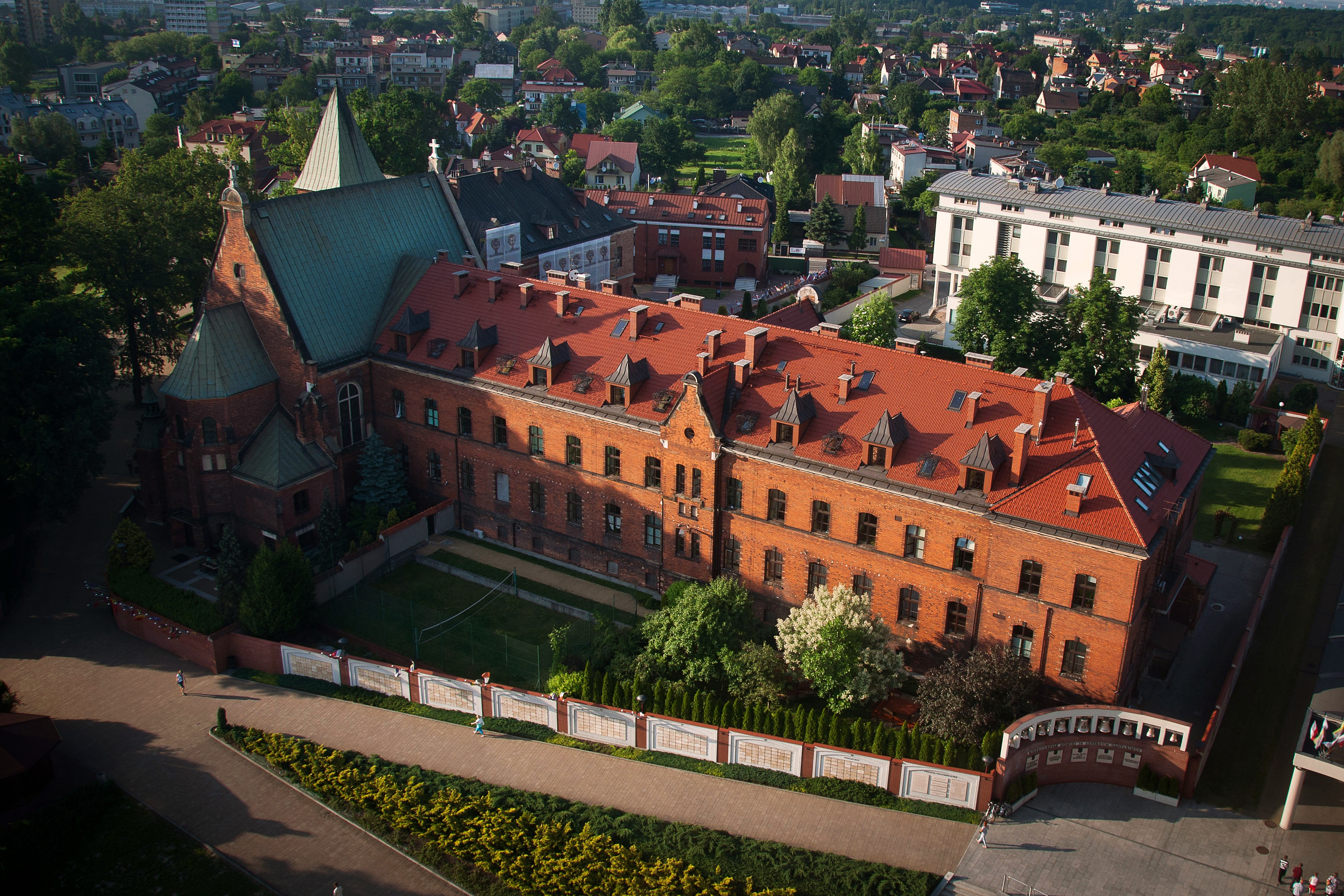
Kloster der Schwestern der Muttergottes von der Barmherzigkeit mit der St. Josef-Kapelle und dem Gnadenbild vom Barmherzigen Jesus

Łagiewniki ist ein Stadtteil von Krakau, im administrativen Stadtbezirk IX Łagiewniki-Borek Fałęcki (bis 2006 Stadtbezirk Łagiewniki), etwa 5 km südlich der Krakauer Altstadt, Polen.

## Geschichte
Der Ort wurde im Jahr 1386 als Lagiwnik erstmals urkundlich erwähnt, obwohl schon eher vom Ortsnamen abgeleitete Nachnamen von Bürgern der Stadt Kazimierz erwähnt werden: Mikusch Lagofniczkone (?) im Jahr 1380 und Staschconi Lagiwinsky (1385). Der Name Łagiewniki ist ein Dienstsiedlungsname abgeleitet vom alten Beruf der Küfer/ Böttcher/ Fassbinder. Die altpolnische Berufsbezeichnung łagiewnik, Plural: łagiewniki geht auf das Flüssigkeitsmaß łagiew (= deutsch Lägel zurück – ein normiertes Gefäß/ Fass). Der polnische Ortsname Łagiewniki bedeutet also „[Siedlung der] Böttcher/ Fassbinder/ Küfer/ Büttner/ Lägelmacher“.
Ab der Mitte des 15. Jahrhunderts gehörte der Ort den Krakauer Kastellanen, die ein Vorwerk und später einen Gutshof (16. Jahrhundert) errichteten. Politisch zählte der Ort zunächst zum Königreich Polen (ab 1569 in der Adelsrepublik Polen-Litauen), Woiwodschaft Krakau, Kreis Szczyrzyc.
Bei der Ersten Teilung Polens kam Łagiewniki 1772 zum neuen Königreich Galizien und Lodomerien des habsburgischen Kaiserreichs (ab 1804). Die Österreicher erbauten durch Łagiewniki und Josefstadt eine Abzweigung der Reichsstraße von Bielitz nach Lemberg (Kaiser-Chaussee, Wiener Postroute, Wiener Haupt Comercial Strasse), heute ein Teil der Zakopianka. Ab dem Jahr 1855 gehörte das Dorf zum Bezirk Podgórze.
In den Jahren 1889–1893 wurde das Kloster der Schwestern der Muttergottes von der Barmherzigkeit mit der St. Josef-Kapelle und dem Gnadenbild vom Barmherzigen Jesus (1944), jetzt ein internationales Sanktuarium der Barmherzigkeit Gottes.
Ab der Wende des 20. Jahrhunderts wurde dort Schiefer und Gips fördert, was zur Industrialisierung führte.
Im Jahr 1900 verfügte die Gemeinde Łagiewniki über eine Fläche von 154 Hektar mit 80 Häusern und 761 Einwohnern, davon waren alle polnischsprachig und römisch-katholisch.
Nach dem Ende des Ersten Weltkriegs 1918 und dem Zusammenbruch der K.u.k.-Monarchie kam das Dorf zu Polen. Im Jahr 1921 hatte Łagiewniki 1149 Einwohner. Es wurde im Jahr 1941 von deutschen Besatzern nach Krakau eingemeindet, was erst am 18. Januar 1945 von der polnischen Verwaltung bestätigt wurde.